# دانيلو نيكوليتش
دانيلو نيكوليتش (بالصربية: Данило Николић)‏ (18 يوليو 1983 في صربيا - ) هو لاعب كرة قدم صربي في مركز الدفاع. لعب مع دينامو تيرانا ومعمورة العزيز سبور ونادي أو إف كيه بيوغراد ونادي كارديمير كارابوك سبور وهبوعيل حيفا ونادي فودوفاك ‏ وFK Slavija Beograd ‏ وFC Akzhayik ‏ وبيزانيا نوفي بلغراد ‏.

## وصلات خارجية
- دانيلو نيكوليتش على موقع الاتحاد الأوربي (الإنجليزية)
- دانيلو نيكوليتش على موقع اتحاد تركيا (لاعب) (الإنجليزية)
- دانيلو نيكوليتش على موقع قاعدة بيانات كرة القدم.إي يو (الإنجليزية)
- دانيلو نيكوليتش على موقع Soccerbase.com (لاعب) (الإنجليزية)
- دانيلو نيكوليتش على موقع Soccerway.com (الإنجليزية)
- دانيلو نيكوليتش على موقع عالم كرة القدم.نت (الإنجليزية)